# Comuna de Gościno
Gościno (polaco: Gmina Gościno) é uma gminy (comuna) na Polónia, na voivodia de Pomerânia Ocidental e no condado de Kołobrzeski.
De acordo com os censos de 2005, a comuna tem 5,167 habitantes, com uma densidade 44,5 hab/km².

## Área
Estende-se por uma área de 116,04 km².